# Ed Macauley
Charles Edward "Ed" Macauley (ur. 22 marca 1928 w Saint Louis, zm. 8 listopada 2011 tamże) – amerykański koszykarz, występujący na pozycjach silnego skrzydłowego lub środkowego, mistrz NBA z 1958, członek Koszykarskiej Galerii Sław.
Ukończył college St. Louis. W latach 1950–1959 grał w NBA, potem przez krótki okres był trenerem. Pierwszy zdobywca nagrody najlepszego zawodnika Meczu Gwiazd NBA. Mistrz NBA z 1958. W 1960 włączony do Basketball Hall of Fame.

## Osiągnięcia

### NCAA
- Mistrz turnieju NIT (1948)[1]
- MVP turnieju NIT (1948)[1]
- Zawodnik Roku Helms Foundation (1948)[2]
- Wybrany do:
  - I składu  All-American (1948-1949)[3]
  - Akademickiej Galerii Sław Koszykówki (2006)[4]
- Lider NCAA w skuteczności rzutów z gry (1949)

### NBA
- Mistrz NBA (1958)[5]
- Wicemistrz NBA (1957)[5]
- Uczestnik meczu gwiazd:
  - NBA (1951–1957)
  - Legend NBA (1964, 1987)[6]
- MVP meczu gwiazd NBA (1951)[7]
- Wybrany do:
  - I składu NBA (1951–1953)[8]
  - II składu NBA (1954)[8]
- Lider:
  - sezonu regularnego w skuteczności rzutów z gry (1953, 1954)[9]
  - play-off w skuteczności rzutów z gry (1952)[10]
- Członek Koszykarskiej Galerii Sław (Naismith Memorial Basketball Hall Of Fame - 1960)[11]
- Klub Boston Celtics zastrzegł należący do niego numer 22[12]

### Trenerskie
- Wicemistrz NBA (1960)[5]